# Rudolf Bachmann (Mediziner)
Rudolf Bachmann (* 26. Februar 1910 in Mylau; † 1997) war ein deutscher Mediziner und Hochschullehrer.

## Leben und Wirken
Er stammte aus dem sächsischen Vogtland und war der Sohn eines praktischen Arztes in Mylau. Nach dem Schulbesuch der Fürstenschule Grimma trat er in die Fußstapfen des Vaters, studierte ab 1929 Medizin an der Universität Leipzig und promovierte zum Dr. med. Nach der 1941 erfolgten Habilitation wurde er 1942 Dozent für Anatomie an der Universität Leipzig. Nach Ende des Zweiten Weltkrieges wechselte er an die Universität Göttingen, wo er 1946 beamteter außerordentlicher Professor und 1952 ordentlicher Professor für Anatomie wurde. 1959 folgte er dem Ruf als Professor an die Universität München. Hier wurde er gleichzeitig Direktor des Instituts für histologische und experimentelle Biologie.

## Schriften (Auswahl)
- Über die Sensibilisierung von Kaninchen mit menschlichem Blutserum. Bleicherode a. H. 1935.
- Untersuchungen über den Ovulationstermin nebst Bemerkungen zur Histologie des Corpus luteum. Göttingen 1946.
- Errungenschaften der neueren Anatomie. In: Fortschritte der Medizin 75 (1947), S. 661–662.
- Zwischenhirnstudien II. In: Zeitschrift für Naturforschung 3b (1948), S. 51–55.
- Morphologie und Kunst. Vortrag an der Friedrich-Schiller-Universität zu Jena, gehalten am 12. Oktober 1955. Sonderdruck aus: Die Sammlung. 11. Jahrgang, Heft 4. Vandenhoeck & Ruprecht, Göttingen 1956.